# Ernst Deutsch

Ernst Deutsch 1927 auf einem Foto von Alexander Binder

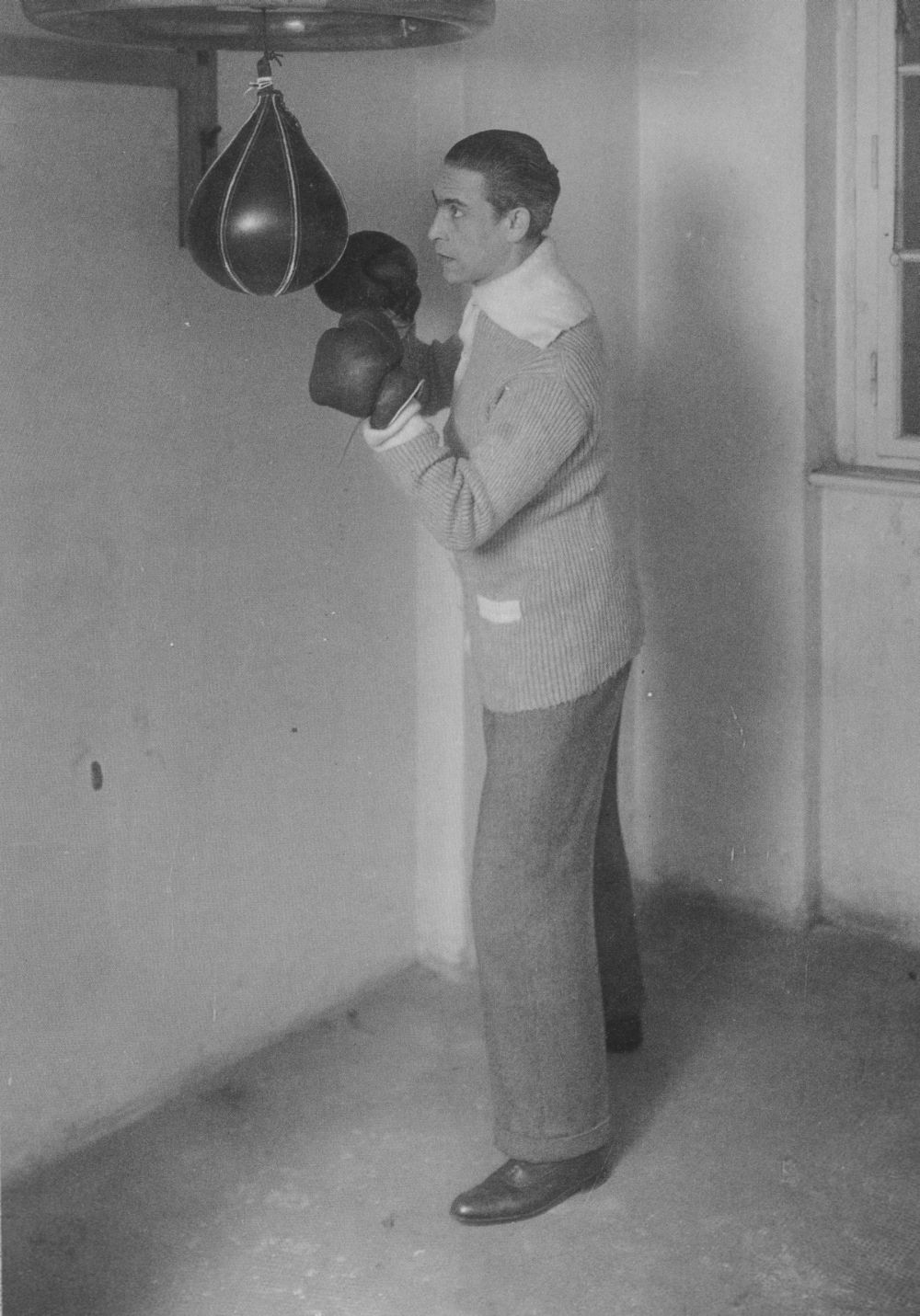
Ernst Deutsch in seinem privaten Trainingsraum, 1931

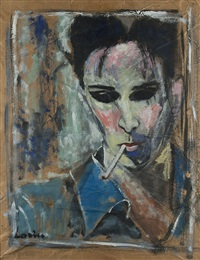
Julo Levin: Ernst Deutsch (ohne Jahr)

Ernst Deutsch, auch Ernest Dorian (* 16. September 1890 in Prag, Böhmen, Österreich-Ungarn; † 22. März 1969 in West-Berlin) war ein österreichischer Schauspieler.

## Familie
Der Schauspieler Ernst Deutsch war der Sohn des Prager Großkaufmanns Ludwig Deutsch und der Louise Kraus. Er heiratete 1922 seine Jugendfreundin Anuschka Fuchs aus Prag. Sie war die Tochter des Prager Großindustriellen Arthur Fuchs und der Margarethe  Ehrenzweig aus Wien.

## Leben
Deutsch wuchs in der Prager Altstadt auf und besuchte dort das Gymnasium. Nach dem Abitur leistete er in der k.u.k. Armee seinen Dienst als Einjährig-Freiwilliger.
Er war ein Jugendfreund Franz Werfels in Prag und blieb es ein Leben lang; beide Ehepaare wohnten in Kalifornien nahe zusammen und besuchten sich häufig. Deutsch rückte als Tennisspieler bis auf Platz 7 der österreichisch-ungarischen Rangliste vor.
Im Jahr 1914 gab Deutsch sein Bühnendebüt unter Berthold Viertel an der Wiener Volksbühne. Nach einer kurzen Spielzeit in Prag engagierte ihn Edgar Licho für das Albert-Theater in Dresden, wohin er 1916 wechselte. Dort spielte er in Schillers Die Räuber die Rolle des Franz Moor und in Frank Wedekinds Frühlings Erwachen die Rolle des Moritz Stiefel. Er übernahm  in Walter Hasenclevers Drama Der Sohn die Titelrolle und wurde dadurch als expressionistischer Schauspieler berühmt. Das am 8. Oktober 1916 uraufgeführte Werk fand innerhalb einer Matinée vor geladenen Gästen, wie dem königlich sächsischen Intendanten Graf Seebach, statt. 1917 ging er an das Deutsche Theater Berlin, spielte bis 1933 an verschiedenen Bühnen der Stadt, gab Gastspiele in Hamburg, München und Wien, und war sogar 1930 Teilnehmer einer Südamerika-Tournee.
Seit 1916 wirkte er in 42 Stummfilmen mit. Im Dezember 1922 gründete er gemeinsam mit Hans Janowitz und Eberhard Frowein die Comedia Film GmbH (1922–1926).
Nach der Machtübergabe an die Nationalsozialisten musste Deutsch im April 1933 wegen des Antisemitismus aus Deutschland emigrieren und spielte zunächst wieder in Wien und Prag. Er gab Gastspiele in Zürich, Brüssel und 1936 auch in London. 1938 emigrierte er nach New York, spielte kurz am Broadway und wechselte 1939 nach Hollywood, wo er auch die US-amerikanische Staatsbürgerschaft erhielt. Ab 1942 spielte er unter dem Pseudonym Ernest Dorian in einigen Hollywood-Filmen vorwiegend Nazis und Offiziere.
Nach einem Gastspiel 1946 in Buenos Aires kehrte Ernst Deutsch 1947 über Paris und die Schweiz nach Wien zurück, wo er Ensemblemitglied des Burgtheaters wurde. Am Volkstheater spielte er 1948 in Der Helfer Gottes Henri Dunant, den Gründer des Roten Kreuzes. Ab 1951 lebte er wieder in Berlin und spielte dort am Schiller- und Schlossparktheater. Außerdem war er häufig auf Gastspielreisen im In- und Ausland.
Zu seinen späteren Arbeiten in Filmen gehörte die des Baron Kurtz in dem Filmklassiker Der dritte Mann von Carol Reed. Als „Bester Schauspieler“ wurde er 1948 auf den Filmfestspielen von Venedig für seine Leistung im Film Der Prozeß ausgezeichnet. Größte Theater-Erfolge feierte er als Nathan der Weise in Gotthold Ephraim Lessings gleichnamigen Klassiker sowie als Shylock in William Shakespeares Der Kaufmann von Venedig. Mehr als 10 Jahre und in über 1000 Aufführungen verkörperte er den Nathan und reiste mit der Inszenierung durch ganz Europa.

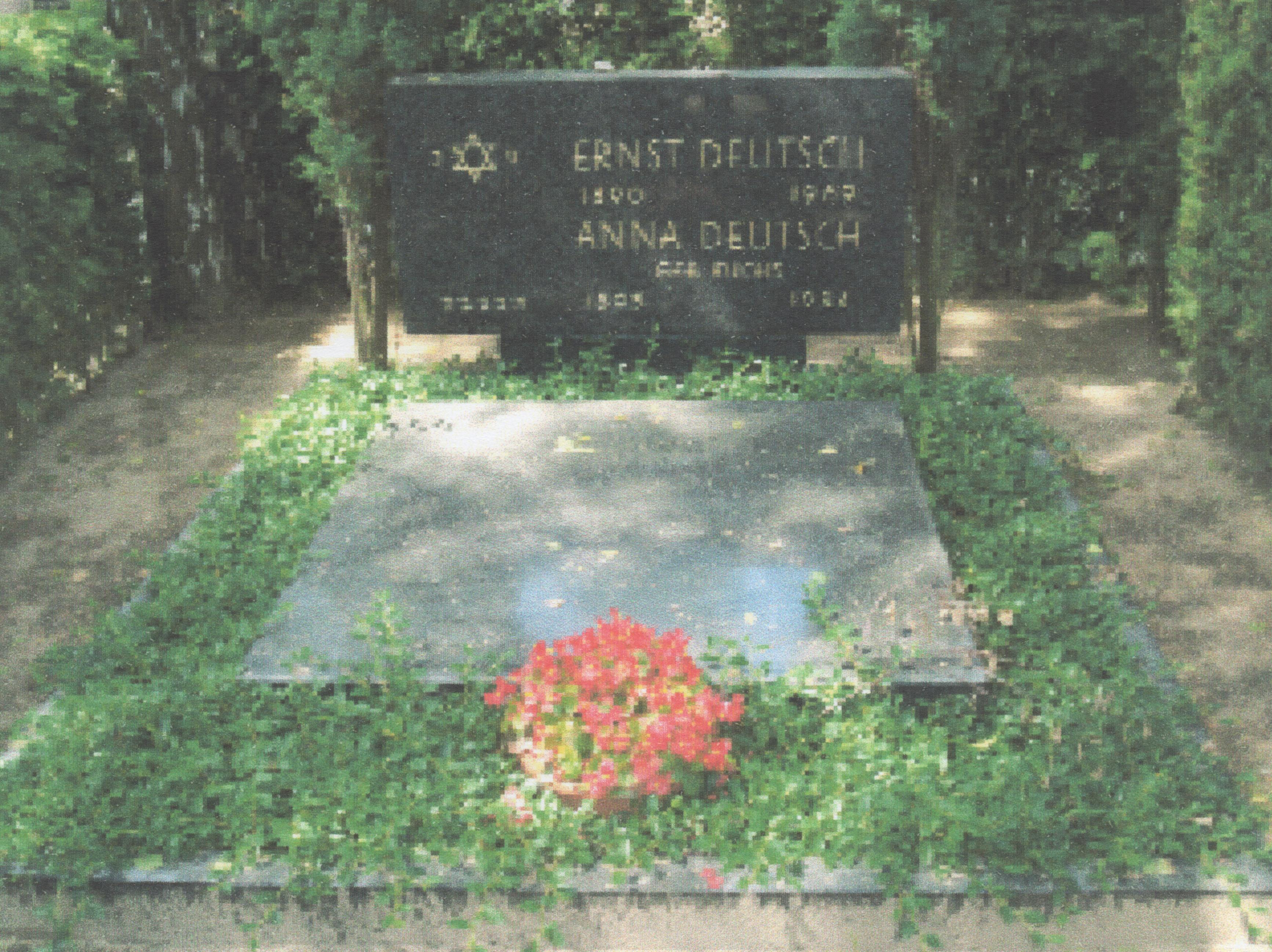
Grabstätte von Ernst Deutsch

Deutsch galt seit seiner Darstellung der Titelrolle in Walter Hasenclevers Jugenddrama Der Sohn (1916, 1918 und 1923) als der expressionistische Schauspieler par excellence.
Ernst Deutsch starb 1969 im Alter von 78 Jahren in Berlin. Sein Grab befindet sich auf dem Jüdischen Friedhof Heerstraße in Berlin-Westend.

## Ehrungen

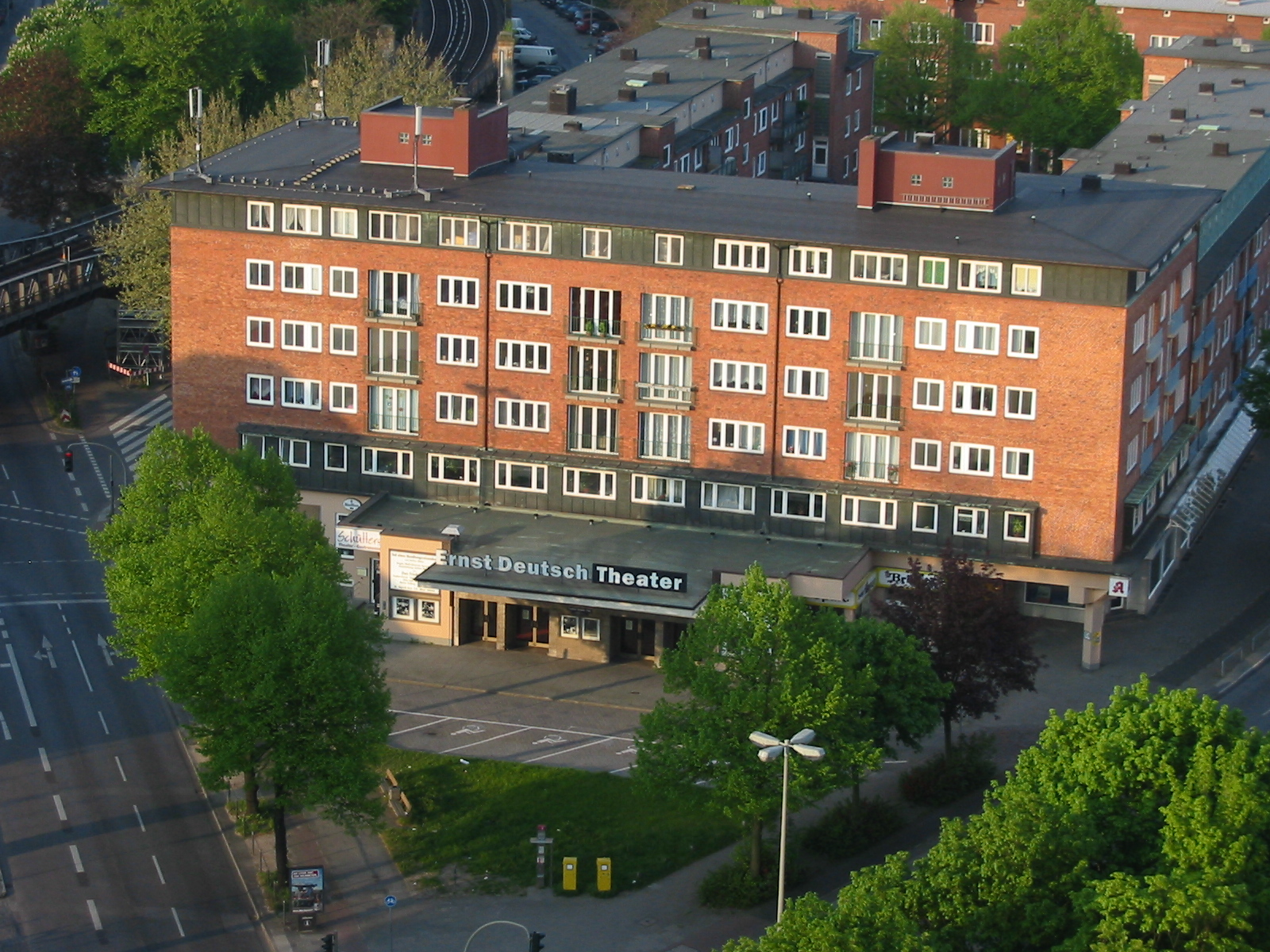
Das Ernst Deutsch Theater in Hamburg-Uhlenhorst

- 1960: Ernst-Reuter-Plakette des Landes Berlin
- 1962 wurde er in Wien mit dem Titel „Kammerschauspieler“ ausgezeichnet und erhielt die Kainz-Medaille.
- 1963 wurde er zum Staatsschauspieler vom Berliner Senat ernannt.
- 1964 erhielt er das Filmband in Gold für langjähriges und hervorragendes Wirken im deutschen Film
- 1973, zu seinem vierten Todestag, wurde das damalige Junge Theater von Friedrich Schütter in Hamburg-Uhlenhorst in Ernst Deutsch Theater umbenannt. Ernst Deutsch hatte kurz vor seinem Tod in diesem kleinen Hamburger Privattheater in seiner Paraderolle als Nathan der Weise einen prägenden und beim Publikum unvergesslichen Eindruck hinterlassen.

## Filmografie
- 1916: Die Rache der Toten
- 1917: Die zweite Frau
- 1918: Apokalypse
- 1918: Pique Dame
- 1919: Irrungen
- 1919: Die Tochter des Henkers
- 1919: Aladdins Wunderlampe
- 1919: Das Kloster von Sendomir
- 1919: Die Frau im Käfig
- 1919: Die Geisha und der Samurai
- 1919: Blondes Gift
- 1919: Der Galeerensträfling (2 Teile)
- 1919: Fluch der Vergangenheit
- 1919: Vom Schicksal erdrosselt
- 1920: Monica Vogelsang
- 1920: Der gelbe Tod, 2. Teil
- 1920: Erpreßt
- 1920: Ferreol
- 1920: Fiebernächte
- 1920: Gerechtigkeit
- 1920: Haß
- 1920: Das Frauenhaus von Brescia
- 1920: Der Golem, wie er in die Welt kam
- 1920: Judith Trachtenberg
- 1920: Lady Godiva
- 1920: Von morgens bis mitternachts
- 1920/21: Die Jagd nach dem Tode (4 Teile)
- 1921: Hannerl und ihre Liebhaber
- 1921: Brennendes Land
- 1921: Die Dame und der Landstreicher
- 1922: Der alte Gospodar
- 1922: Herzog Ferrantes Ende
- 1922: Sein ist das Gericht
- 1922: Der Kampf ums Ich
- 1922: Liebe kann man nicht kaufen
- 1923: Die Pagode
- 1923: Mutter, dein Kind ruft! (auch Produktion)
- 1923: Das alte Gesetz (auch Produktion)
- 1924: Soll und Haben
- 1926: Dagfin
- 1927: Das Frauenhaus von Rio
- 1927: Zwei unterm Himmelszelt
- 1927: Artisten
- 1936: The Marriage of Corbal
- 1939: Nurse Edith Cavell
- 1940: The Man I Married
- 1941: So Ends Our Night
- 1942: The Prisoner of Japan
- 1942: Enemy Agents Meet Ellery Queen
- 1942: Reunion in France
- 1943: The Moon Is Down
- 1943: Nightplane from Chungking
- 1945: Isle of the Dead
- 1948: Der Prozeß
- 1949: Der dritte Mann (The Third Man)
- 1951: K – Das Haus des Schweigens
- 1952: Wenn abends die Heide träumt
- 1956: Nathan der Weise (TV)
- 1958: Jedermann (TV)
- 1958: Sebastian Kneipp – Ein großes Leben
- 1961: Ein Mädchen vom Lande (TV)
- 1962: Vor Sonnenuntergang (TV)
- 1963: In der Strafkolonie (TV)
- 1966: Der Fall Bohr (TV)

## Theater
- 1928: Theodore Dreiser: Ton in des Schöpfers Hand (Vater) – Regie: Gustav Hartung (Renaissance-Theater Berlin)
- 1929: Leonhard Frank: Die Ursache (Anton Seiler) – Regie: Hans Deppe (Deutsches Theater Berlin – Kammerspiele)
- 1930: George Bernard Shaw: Der Teufelsschüler (Teufelsschüler) – Regie: Heinz Hilpert (Berliner Theater)
- 1948: Arthur Schnitzler: Professor Bernhardi (Professor Bernhardi) – Regie: ? (Renaissancetheater Wien)
- 1951: Georg Büchner: Dantons Tod (Robespierre) – Regie: Karl-Heinz Stroux (Hebbel-Theater Berlin)
- 1951: Sophokles: König Ödipus (Ödipus) – Regie: Willi Schmidt (Schiller Theater Berlin)
- 1954: Fritz Hochwälder: Donadieu – Regie: Boleslaw Barlog (Schiller Theater Berlin)
- 1955 Gotthold Ephraim Lessing: Nathan der Weise (Nathan) – Regie: Karl-Heinz Stroux (Schiller Theater Berlin)
- 1956: Hugo von Hofmannsthal: Jedermann (Tod) – Regie: Ernst Lothar (Salzburger Festspiele)
- 1957: Lew Tolstoi: Und das Licht scheinet in der Finsternis (Sarynzow) – Regie: Oscar Fritz Schuh (Theater am Kurfürstendamm Berlin)
- 1959: Reginald Rose, Horst Budjuhn: Die zwölf Geschworenen – Regie: Rudolf Noelte (Komödie am Kurfürstendamm)
- 1962: Gerhart Hauptmann: Vor Sonnenuntergang – Regie: Boleslaw Barlog (Schiller Theater Berlin)
- 1962: Gotthold Ephraim Lessing: Nathan der Weise (Nathan) – Regie: Boleslaw Barlog (Schiller Theater Berlin)
- 1963: William Shakespeare: Der Kaufmann von Venedig – Regie: Erwin Piscator (Freie Volksbühne Berlin)
- 1964: Friedrich Schiller: Don Carlos – Regie: Rudolf Sellner (Schiller Theater Berlin)
- 1966: Gotthold Ephraim Lessing: Nathan der Weise – Regie: Henry-Ernst Simmon (Junges Theater Hamburg)